# Rdeče zore
Rdeče zore so mednarodni feministični in queerovski festival. Od leta 2000 se odvije vsako leto v začetku meseca marca. Pester razpon dogodkov, ki vsebuje predavanja, performanse, razstave, glasbene nastope in druge oblike javnega izražanja, se večinoma odvija na območju AKC Metelkova mesto, Ljubljana. Festival je bil sprva poimenovan kot ženski, kasneje feministični, leta 2007 pa je v svoje ime vključil še pridevnik queerovski. Festival nastaja pod okriljem Kulturno umetniškega društva Mreža znotraj AKC Metelkova mesto.
V širšem smislu je to festival z opazno feministično in lezbično komponento, pa tudi queer festival, ki želi prekiniti s pričakovanji, ki jih neformalno predpisujejo spolne vloge, in se osredotočiti na ustvarjalnost in druženje vseh udeleženk in udeležencev. Ne zanima jih iskanje „bistva“ žensk. Pozornost preusmerjajo v vsakdanje podcenjevanje in izkoriščanje žensk in moških v neoliberalni patriarhalni družbi. Festival ni tematsko usmerjen, kot je, po vsebini podoben, festival Mesto žensk. Specifične tematike si ne morejo privoščiti zaradi pomanjkanja denarja, pa tudi sicer se ne želijo omejiti. Festival je sestavljen iz programske ekipe, ki se vsako leto spreminja, saj se vanj vključujejo nove prostovoljke in prostovoljci. 
Pobudnice festivala, ki so v tistem času delovale v okviru društev KUD Mreža, ŠKUC-LL, Monokel, Ženski center in Kasandra, so se odločile, da na mednarodni dan žena, 8. marec, organizirajo festival, ki bo javni prostor odprl za druženje in izražanje žensk na nehierarhičnem, neizkoriščevalskem in protikapitalističnem temelju. Izhajale so iz dejstva, da ženske tudi na Metelkovi opravijo večino organizacijskih in ustvarjalnih del, ki so javnosti nevidna, obenem pa so pogoj za delovanje tako velikega avtonomnega kulturnega centra. 
Oktobra 2013 sta se festivala Rdeče zore in Mesto žensk povezala v skupnem projektu Rdeča zora nad Mestom žensk.

## O imenu festivala
Festival Rdeče zore je ime prevzel po junakinji romana Die rote Zora und ihre Bande. Roman je leta 1941 napisal nemški pisatelj Kurt Klaber pod psevdonimom Kurt Held. V romanu deklica Zora skupaj z drugimi v vojni osirotelimi otroci zasede zapuščeno graščino nad hrvaškim mestecem Senj v prepričanju, da posest ne pripada lastnikom, temveč tistim, ki jo potrebujejo in uporabljajo.
Rdečelasa Zora pa je navdihnila tudi radikalno urbano-gverilsko in anarhofeministično skupino Rote Zora, ki se je za pravice delavcev, žensk in mladih borila z orožjem. Festival Rdeče zore "na patriarhalno nasilje ne odgovarja z orožjem, a se s skupino Rote Zora strinja, da boj za pravice žensk še zdaleč ni končan in ni ločen od boja za družbeno pravičnost; in ne more biti zgolj reformatorski."

## Rdečke razsajajo!
Zbornik Rdečke razsajajo! je uredila mag. Tea Hvala, vsebuje pa intervjuje z nekdanjimi in trenutnimi soorganizatorkami festivala. Intervjuji, ki jih je vodila mag. Tea Hvala z Anno Ehrlemark, Mirjano Frank, Danajo Grešak, Ano Grobler, Jasmino Jerant, Ano Jereb, Anjo Kocman, Jadranko Ljubičič, Urško Merc, Slađano Mitrović, Lidijo Radojević, Natašo Serec, Tanjo Škander, Suzano Tratnik, Dašo Tepina in Vesno Vravnik, obravnavajo prispevek festivala k vidnosti feministične in queerovske javnosti v Sloveniji. Zadnje strani zbornika so posvečene seznamu vseh nastopajočih in sodelujočih od začetka festivala do leta 2010.